# Pseudoclimaciella timmerhansi
Pseudoclimaciella timmerhansi is een insect uit de familie van de Mantispidae, die tot de orde netvleugeligen (Neuroptera) behoort. 
Pseudoclimaciella timmerhansi is voor het eerst wetenschappelijk beschreven door Navás in 1931.